# Alan Tate
Alan Tate (Easington, Inglaterra, 2 de septiembre de 1982) es un futbolista inglés retirado. Jugaba de defensa, su último club fue el Port Talbot Town de Gales, donde se retiró el 2016. Pasó gran parte de su carrera en el Swansea City galés, donde jugó más de 300 partidos oficiales. Actualmente es asistente técnico de Steve Cooper (entrenador de fútbol) en el Leicester City Football Club.

## Clubes
| Club                      | País       | Año       |
| ------------------------- | ---------- | --------- |
| Manchester United         | Inglaterra | 2000-2004 |
| Royal Antwerp FC (cedido) | Bélgica    | 2001-2002 |
| Swansea City (cedido)     | Gales      | 2002-2003 |
| Swansea City              | Gales      | 2004-2015 |
| Leeds United (cedido)     | Inglaterra | 2012-2013 |
| Yeovil Town (cedido)      | Inglaterra | 2013      |
| Aberdeen (cedido)         | Escocia    | 2014      |
| Crewe Alexandra (cedido)  | Inglaterra | 2014-2015 |
| Port Talbot Town          | Gales      | 2015-2016 |

## Palmarés

### Campeonatos nacionales
| Título                     | Club         | País    | Año     |
| -------------------------- | ------------ | ------- | ------- |
| Copa de la Liga            | Swansea City | Gales   | 2012-13 |
| Copa de la Liga de Escocia | Aberdeen     | Escocia | 2013-14 |
| Football League Trophy     | Swansea City | Gales   | 2006    |
| Football League One        | Swansea City | Gales   | 2008    |